# Tylosema esculentum
Tylosema esculentum là một loài thực vật có hoa trong họ Đậu. Loài này được (Burch.) A.Schreib. miêu tả khoa học đầu tiên.